# Eucytheridea
Eucytheridea is een geslacht van kreeftachtigen uit de klasse van de Ostracoda (mosselkreeftjes).

## Soorten
- Eucytheridea bairdii (Sars, 1866) Kollmann, 1960
- Eucytheridea cypridioides (Brady, 1878) Uffenorde, 1981
- Eucytheridea fissodentata (Lienenklaus, 1894) Bassiouni, 1962 †
- Eucytheridea hadleyi (Stephenson, 1937) Bold, 1963 †
- Eucytheridea papillosa (Bosquet, 1852) Hulings, 1967
- Eucytheridea reticulata (Goerlich, 1953) Oertli, 1956 †
- Eucytheridea rostrata Bassiouni, 1962 †
- Eucytheridea sinobesani Hu, 1984 †
- Eucytheridea solida (Lienenklaus, 1900) Gramann & Moos, 1969 †

Niet geaccepteerde soort:
- Eucytheridea punctillata, synoniem van Sarsicytheridea punctillata